# Umbrina steindachneri
Umbrina steindachneri és una espècie de peix de la família dels esciènids i de l'ordre dels perciformes.

## Morfologia
- Els mascles poden assolir 47 cm de longitud total.[4][5]

## Hàbitat
És un peix marí, de clima tropical i bentopelàgic que viu entre 15-100 m de fondària.

## Distribució geogràfica
Es troba a l'Atlàntic oriental: Angola, Guinea i Mauritània.

## Observacions
És inofensiu per als humans.